# Araeotanypus striatus
Araeotanypus striatus là một loài bọ cánh cứng trong họ Hybosoridae. Loài này được Schmidt miêu tả khoa học năm 1912.